# Dom Kalidego
Dom Kalidego – dom dla urzędników Huty Królewskiej z 1. połowy XIX wieku (sprzed 1802 roku) w Chorzowie, wpisany do rejestru zabytków nieruchomych województwa śląskiego, jeden z najstarszych domów Królewskiej Huty.
Stanowił część kolonii założonej pod koniec XVIII wieku dla pracowników Huty Królewskiej; rodzinny dom i miejsce urodzenia rzeźbiarza Theodora Erdmanna Kalidego.

## Historia

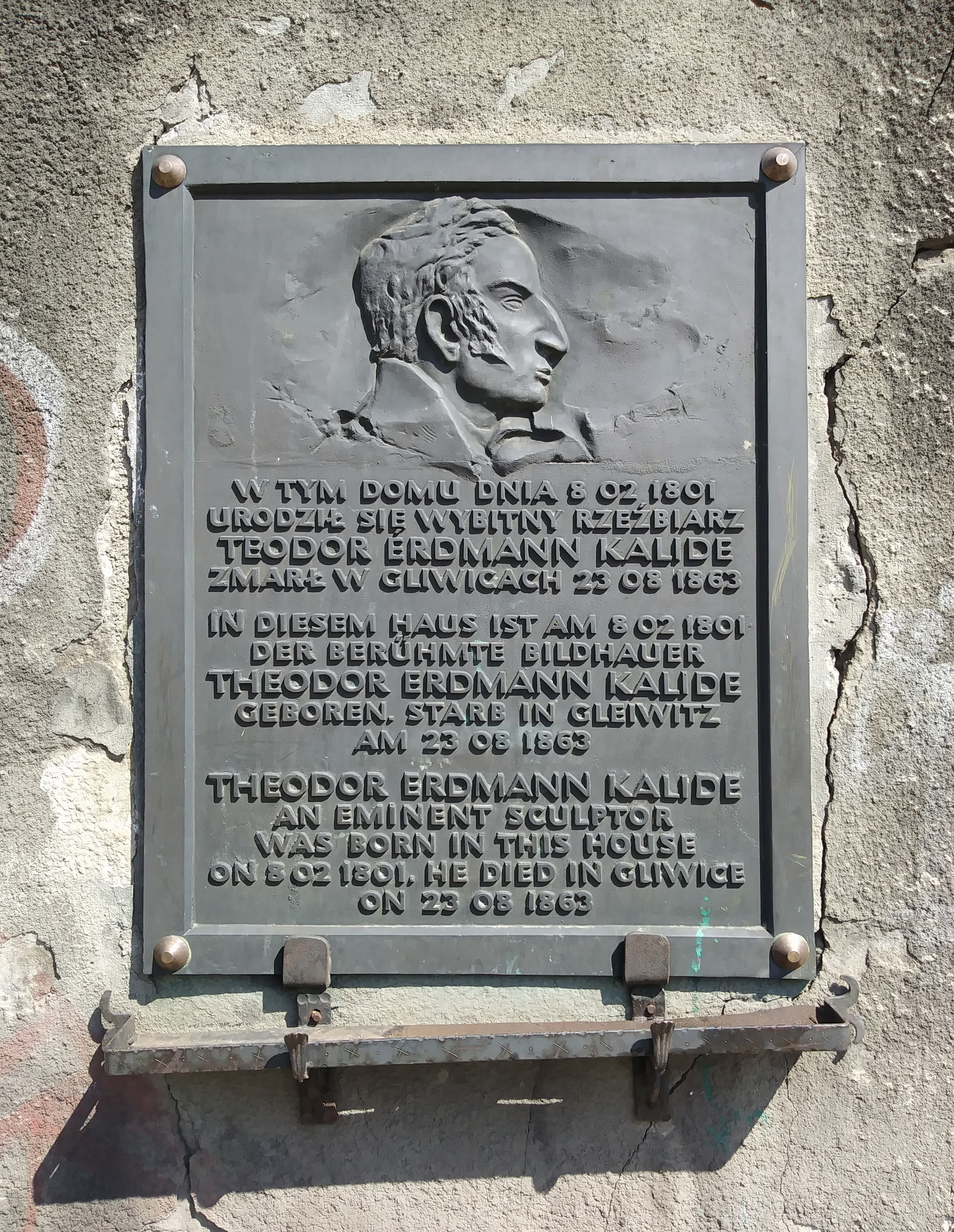
Tablica pamięci Theodora Erdmanna Kalidego na ścianie jego rodzinnego domu (2020)

31 maja 1798 roku rozpoczęto budowę osiedla typu fryderycjańskiego, budowano domy z bloczków żużlowych dla pracowników Huty Królewskiej na tzw. kolonii górniczej, wówczas (około 1801 roku) ten rejon był określany w metrykach chorzowskich jako „Maszyna seu Dąbie” (Maszyna albo Dąbie) od maszyny parowej, którą zainstalowano w pobliskiej Hucie Królewskiej. Był to teren historycznie określany jako Łagiewniki Średnie (zob. Łagiewniki). Budynki kolonii należały do Berg-Hüttenverwaltung Königshütte. Omawiany budynek stanowił część tego osiedla, był domem dla urzędników, większym od pozostałych budynków robotniczych tejże kolonii. Dom znajduje się na skrzyżowaniu ul. 3 Maja i ul. Teodora Kalidego, którą w 2. połowie XIX wieku nazywała się Kolonienstrasse bądź Colonie Weg – na planie sytuacyjnym z 1873 roku dom został oznaczony numerem 37. W 1886 roku zmieniono nazwę ulicy, przy której stoi dom, na ul. Kalidego. Została ona przemianowana na ul. Rogowskiego w 1958 roku, nosiła także nazwę Ogrodowa. Do poprzedniej, obecnie (2020) aktualnej nazwy ulicy wrócono 10 lutego 1992 roku, co postanowiono uchwałą chorzowskiej Rady Miejskiej.
Faktor hutniczy, pracownik Huty Królewskiej, Johann Gottlieb Kalide mieszkał w tym domu co najmniej od 1801 roku w Królewskiej Hucie. 8 lutego 1801 roku w tym domu urodził się syn wspomnianego Johanna Gottlieba, rzeźbiarz Theodor Erdmann Kalide i mieszkał w nim do 1816 roku. W domu tym 17 sierpnia 1835 roku zmarł jego ojciec.
8 lutego 1886 roku, w 85. rocznicę urodzin Theodora Erdmanna Kalidego na ścianie jego rodzinnego domu, umieszczono pierwotną, prostą, żeliwną tablicę, została ona prawdopodobnie zdemontowana w 1945 roku. W 1973 roku dom został wpisany do rejestru zabytków nieruchomych województwa śląskiego. 23 sierpnia 1993 roku, w 130. rocznicę śmierci Theodora Erdmanna Kalidego, Stowarzyszenie Miłośników Chorzowa ufundowało nową tablicę jego pamięci, którą umieszczono na ścianie jego rodzinnego domu, na tablicy umieszczono napisy w języku polskim, niemieckim i angielskim.
W budynku w 2009 roku znajdowała się Świetlica Środowiskowa Ośrodka Pomocy Społecznej. Co najmniej od 2015 roku budynkiem zarządza Zakład Komunalny PGM. W 2017 roku w ramach budżetu obywatelskiego zaproponowano „odnowienie elewacji budynku Kalidego 1 oraz zagospodarowanie jednej ze ścian na mini-wystawę”, projekt nie wygrał i nie został zrealizowany. Jednak Miasto Chorzów w Lokalnym programie rewitalizacji Chorzowa 2023, opublikowanym w 2016 roku przewidziało projekt pt. „Powrót do źródeł” – projekt rewitalizacji obszaru wraz z nowym przeznaczeniem budynku przy ul. Kalidego 1 w Chorzowie, którego koszt wyceniono na około 2 mln zł, który miał być realizowany w latach 2017–2018.

## Architektura
Dwukondygnacyjny dom został wzniesiony na rzucie prostokąta, od zachodu znajdują się dwa niewielkie skrzydła. Fasada ośmioosiowa, z dwoma wejściami, które okolono płaskimi ryzalitami. Dom jest prosty i skromny. Od zachodu do budynku przynależy podwórze, na którym znajdowały się chlewiki; stan zachowania budynku określono w projekcie jego rewitalizacji jako przykład braku dbałości na przestrzeni lat o infrastrukturę historyczną miasta.

## Galeria

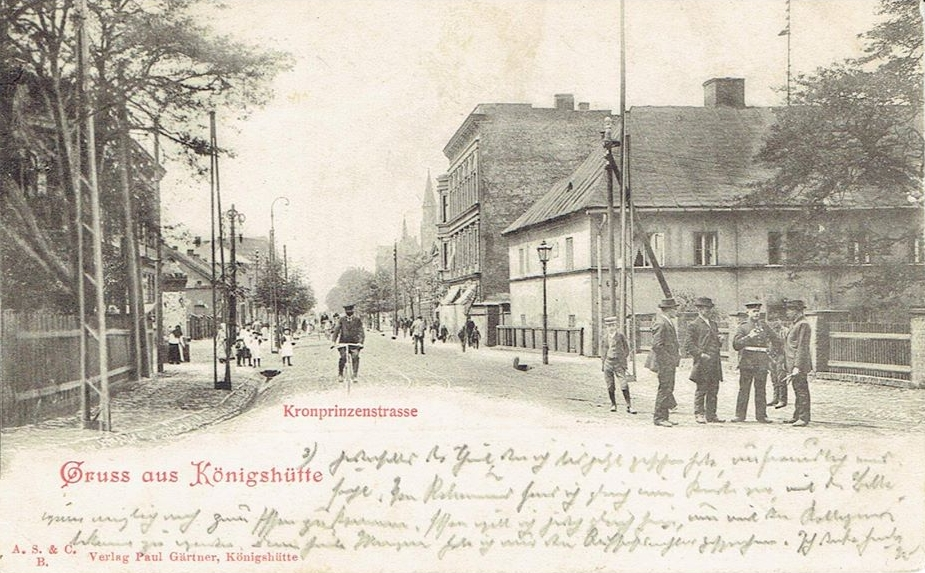
Kronprinzenstrasse na niemieckiej pocztówce, z prawej dom Kalidego (około 1900)
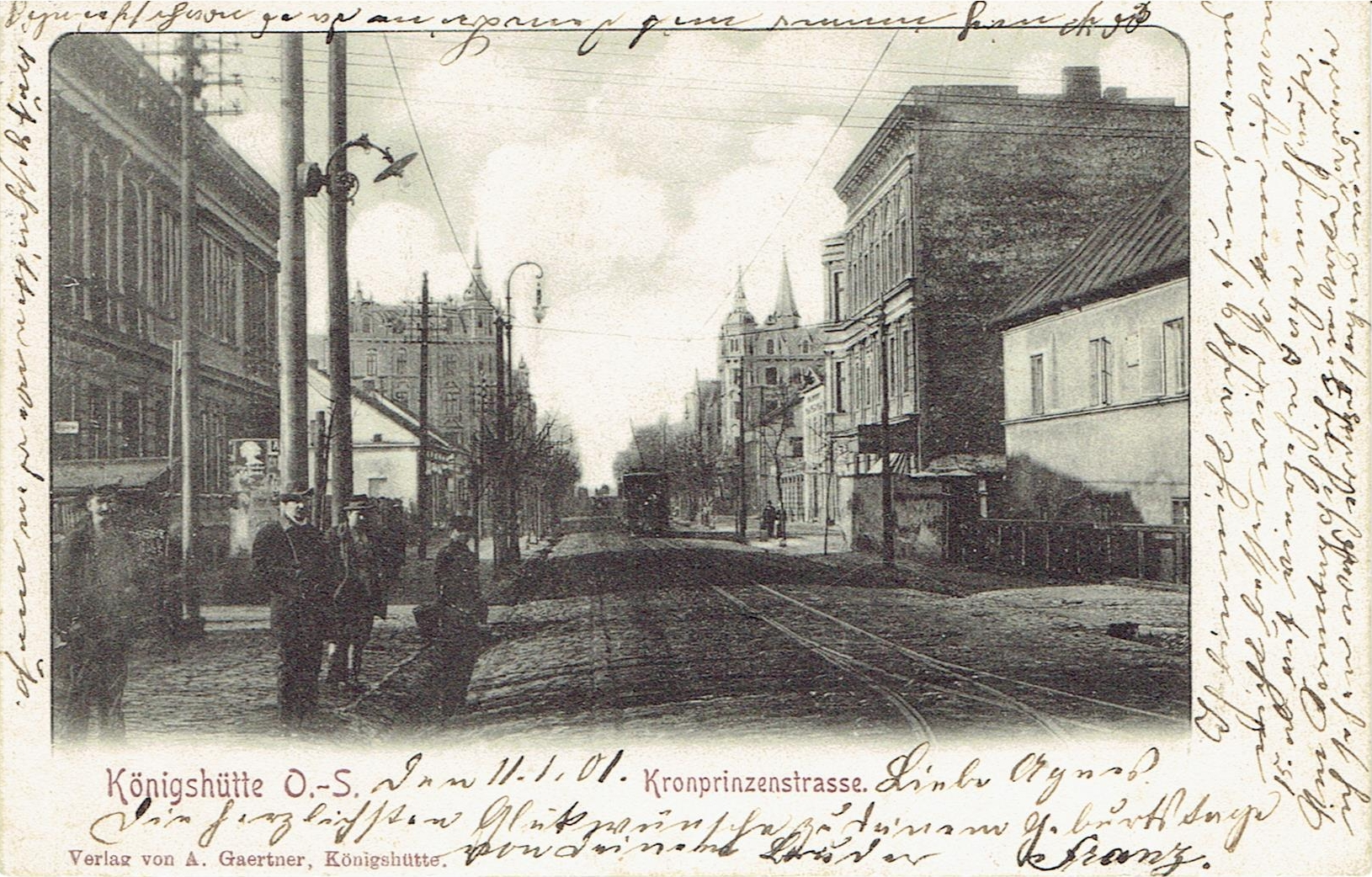
Kronprinzenstrasse na niemieckiej pocztówce, z prawej dom Kalidego, widoczna tablica pamiątkowa pomiędzy oknami (przed 1902)
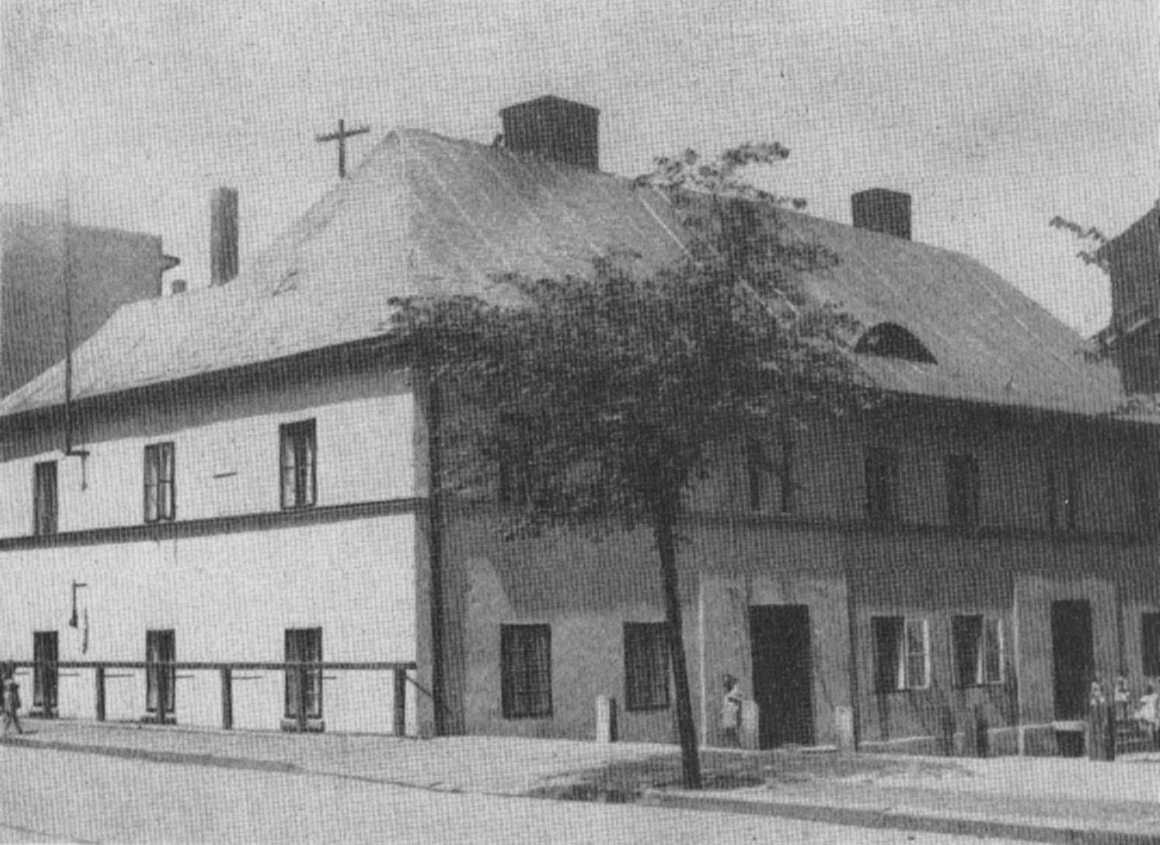
Dom Kalidego, widok od wschodu (przed 1942)
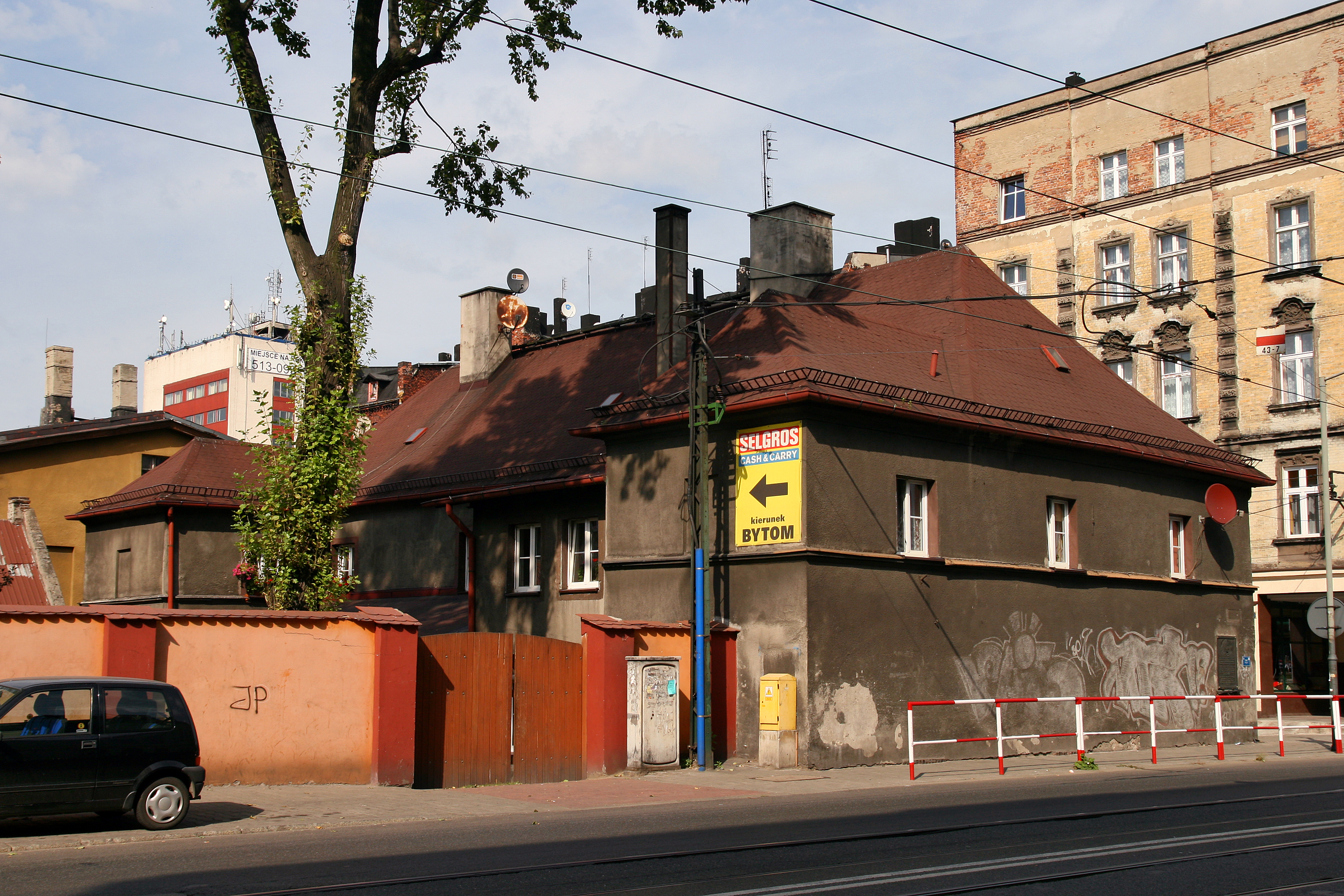
Dom Kalidego, widok z południowego zachodu (2011)
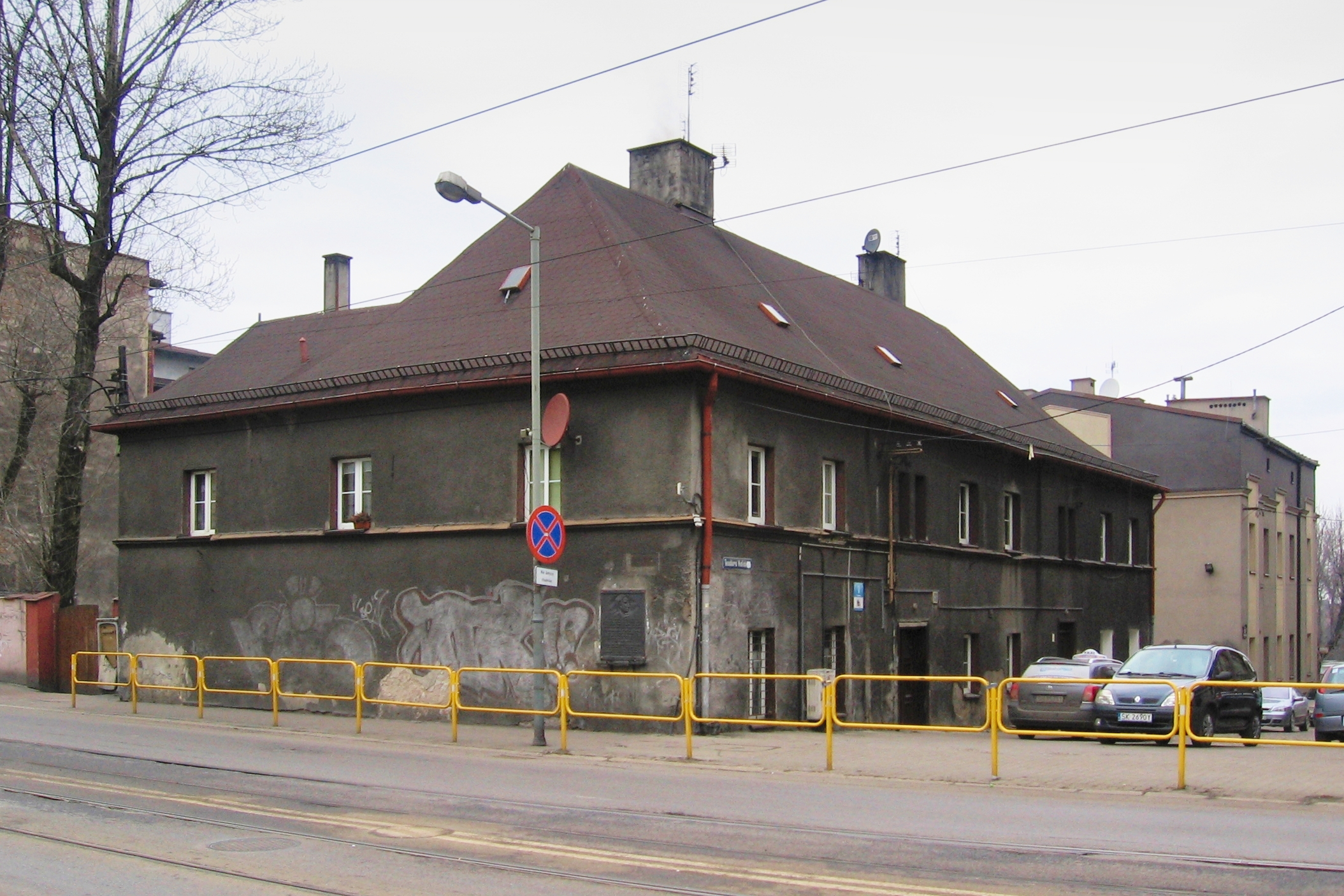
Dom Kalidego, widok od ul. 3 Maja (2018)
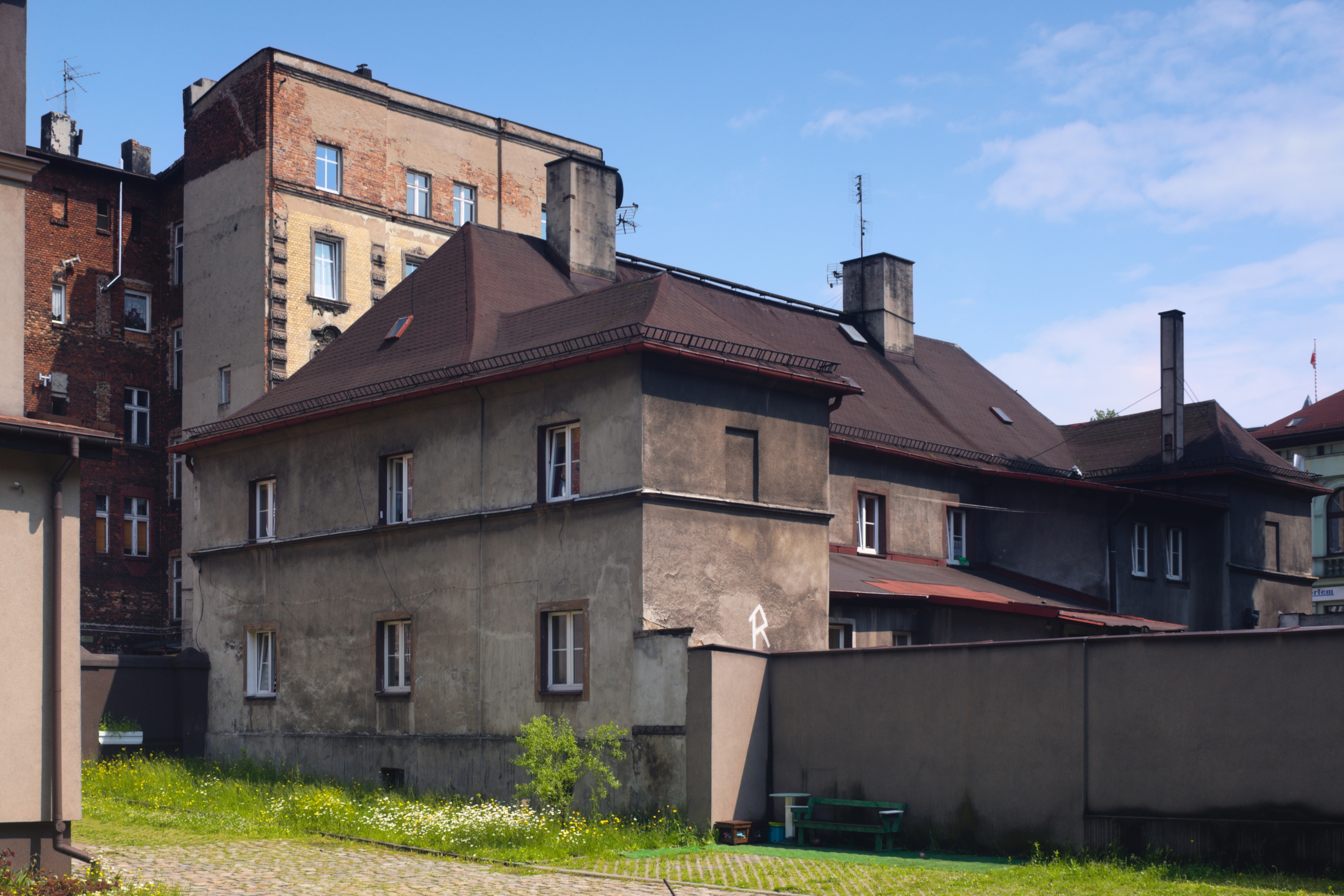
Dom Kalidego, elewacja północna i zachodnia (2020)
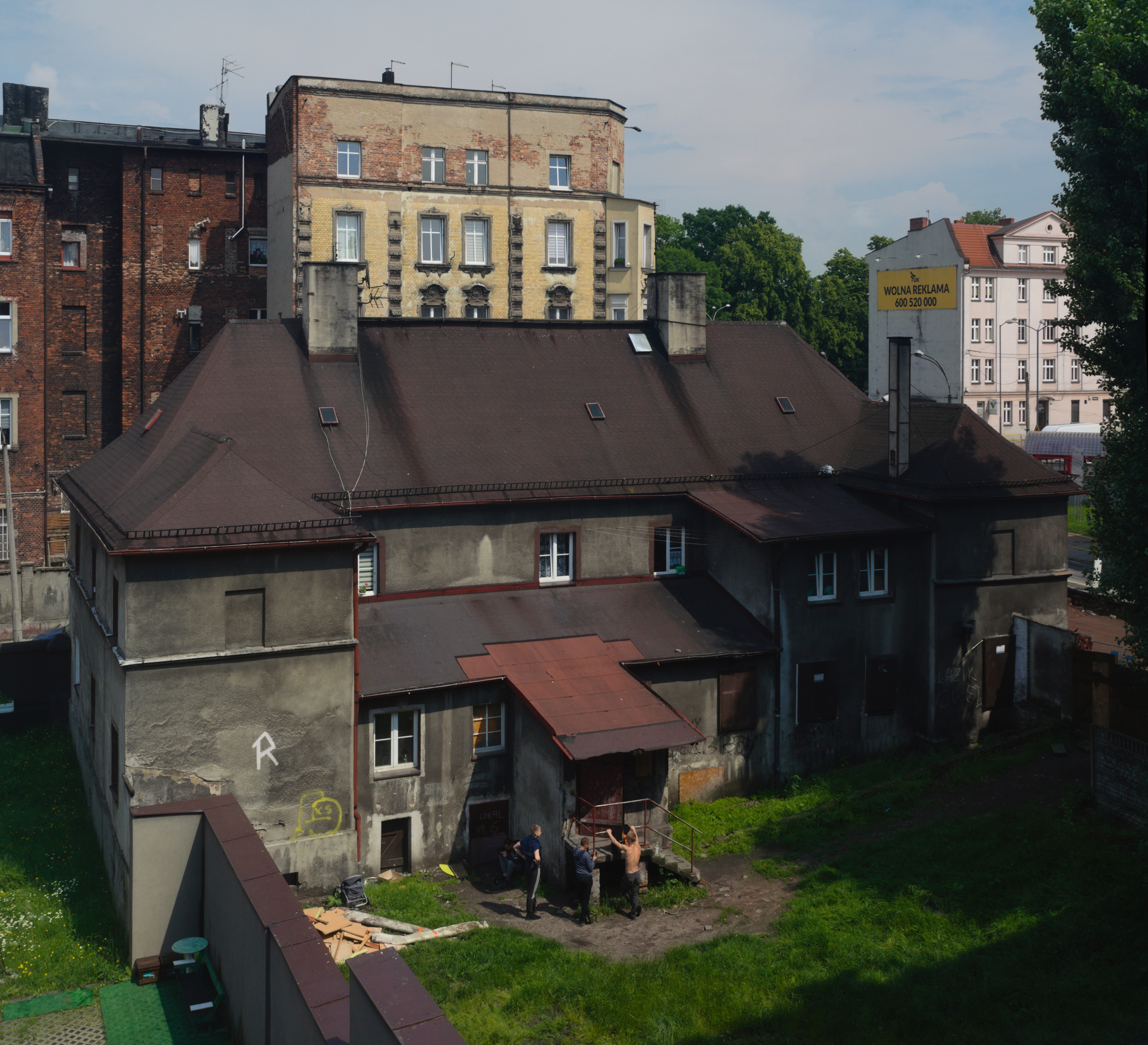
Dom Kalidego, elewacja zachodnia i podwórze (2020)
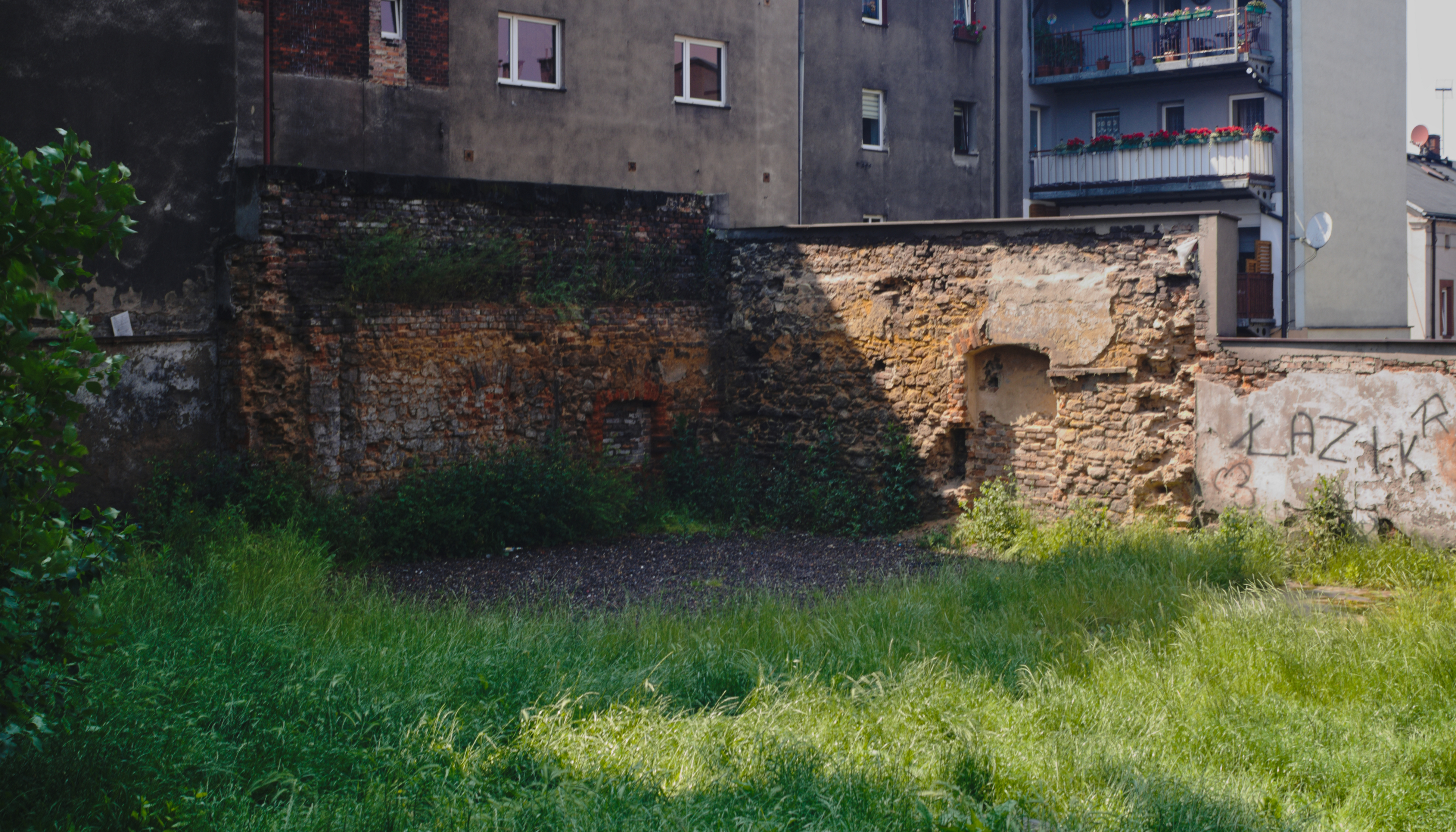
Podwórze domu Kalidego, miejsce, gdzie znajdowały się chlewiki oraz mur otaczający działkę (2020)